# Замок Лесная Скала
Замок «Лесная Скала» (пол. Zamek Leśna Skała, нем. Burg Waldstein) — замок в Центральных Судетах в южной части Столовых гор на территории города Щитны Клодзского повята Нижнесилезского воеводства в Польше.

## Расположение
Замок построен на краю скалы над Щитной, на горе Щитник (589 м над уровнем моря), наивысшей точкой небольшой плоской столовой горы, находящейся на юго-восточной границе Столовых гор. Рядом с замком находится обзорная точка, с которой открывается панорамный вид на Душницкую впадину, в которой располагается город Щитна. Вблизи замка находится каменный крестный путь с оригинальными рельефами из песчаника, вырезанными в природных скалах.

## История

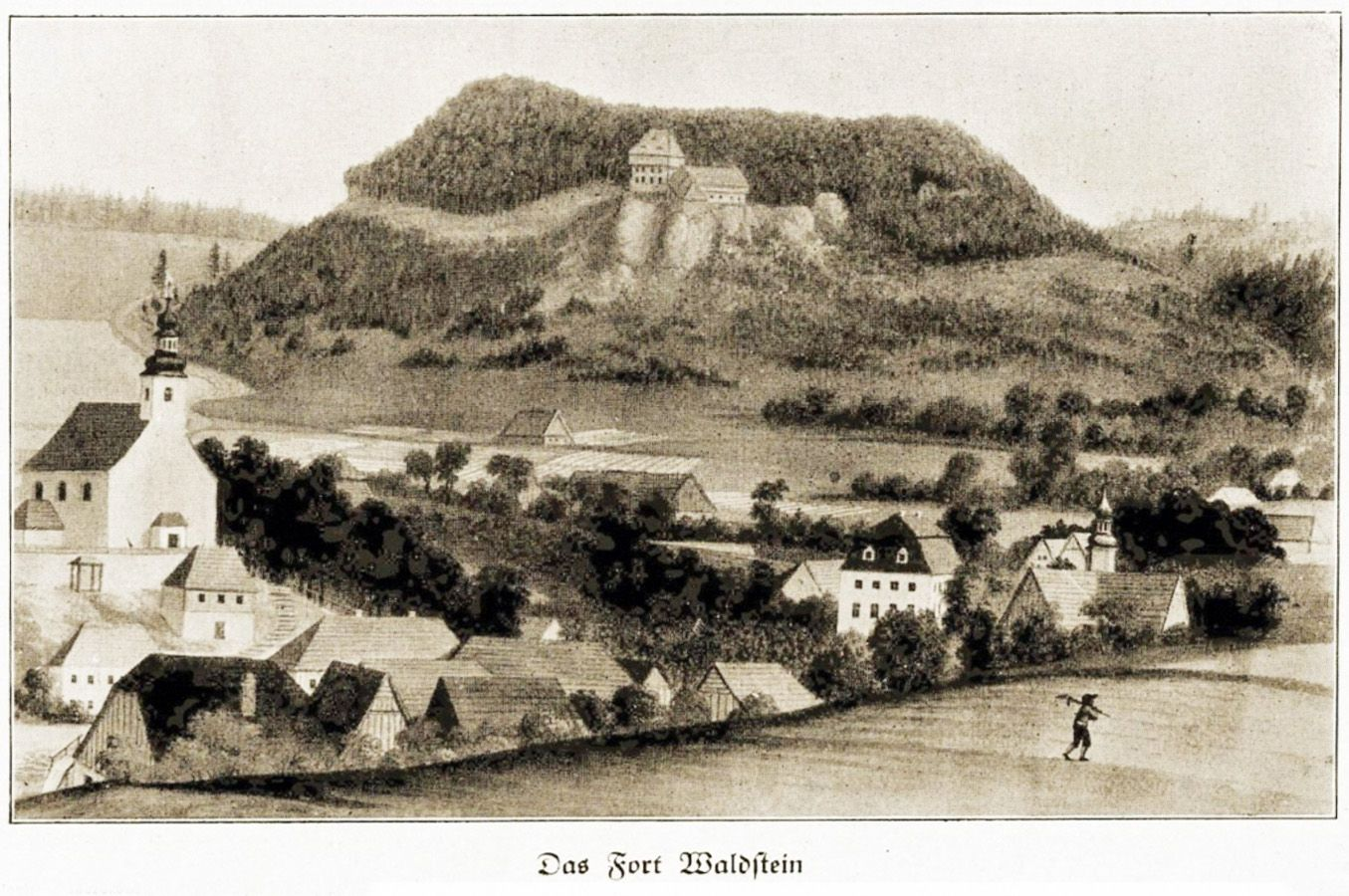
Изображение прусского форта на месте замка

Замок был построен в 1831—1837 годах тогдашним владельцем Щитны, майором и графом Леопольдом фон Хохбергом. Он решил возвести свою усадьбу на месте, где с 1790 года находился прусский форт, частично разобранный уже в 1808 году. Замок был построен по проекту выдающегося прусского архитектора Карла Фридриха Шинкеля.
После смерти графа в 1843 году замок перешел в собственность его сестры, которая однако довольно быстро его продала. Позже владельцы замка часто менялись, пока в 1860 году его не приобрели братья Рорбахи, владельцы стеклозавода в Баторуве. Дочь одного из них, Хелена Кляйн и ее муж осуществили ремонт замка, во время которого к нему была пристроена часовня.
В 1929 году владельцем замка стал конгресс Миссионеров Святого Семейства. Они построили замок и часовню, а также начали строительство кальварии, которое они не успели закончить из-за войны. Во время Второй мировой войны в замке находился элитный реабилитационный центр Вермахта, а в 1945 году здесь находился штаб Красной Армии. В 50—х годах XX века замок был разграблен, а позже здесь находился государственный центр социальной помощи.
В 2006 году замок вновь был передан Миссионерам Святого Семейства.

## Архитектура
Замок, было построен по образцу средневекового оборонного замка в неоготическом стиле. Это четырехстороннее трехэтажное здание на прямоугольном плане с четырьмя угловыми башнями. Одна из башен цилиндрическая, остальные — четырехугольные. Замок окружен сухим рвом и оборонительной стеной, на которой в прошлом стояли пушки. В центре замка находится рыцарская зала и часовня Богородицы Королевы Мира, уникальной достопримечательностью которой являются трубы из бронзовых сплавов, выполняющие функцию колоколов. Хотя замок выглядит как средневековая постройка, он был построен лишь в 30-х годах XIX века.

## Галерея

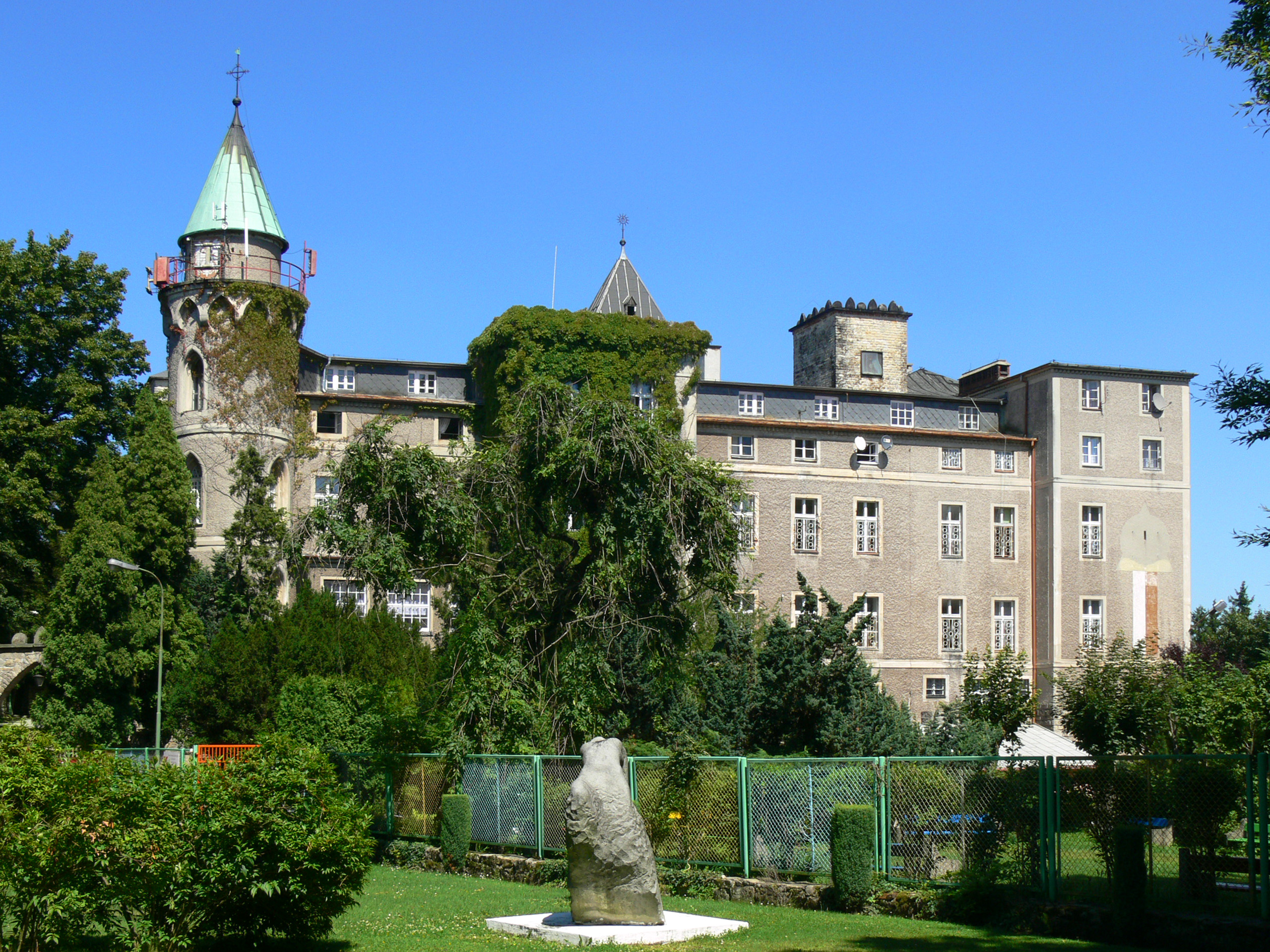
Вид замка
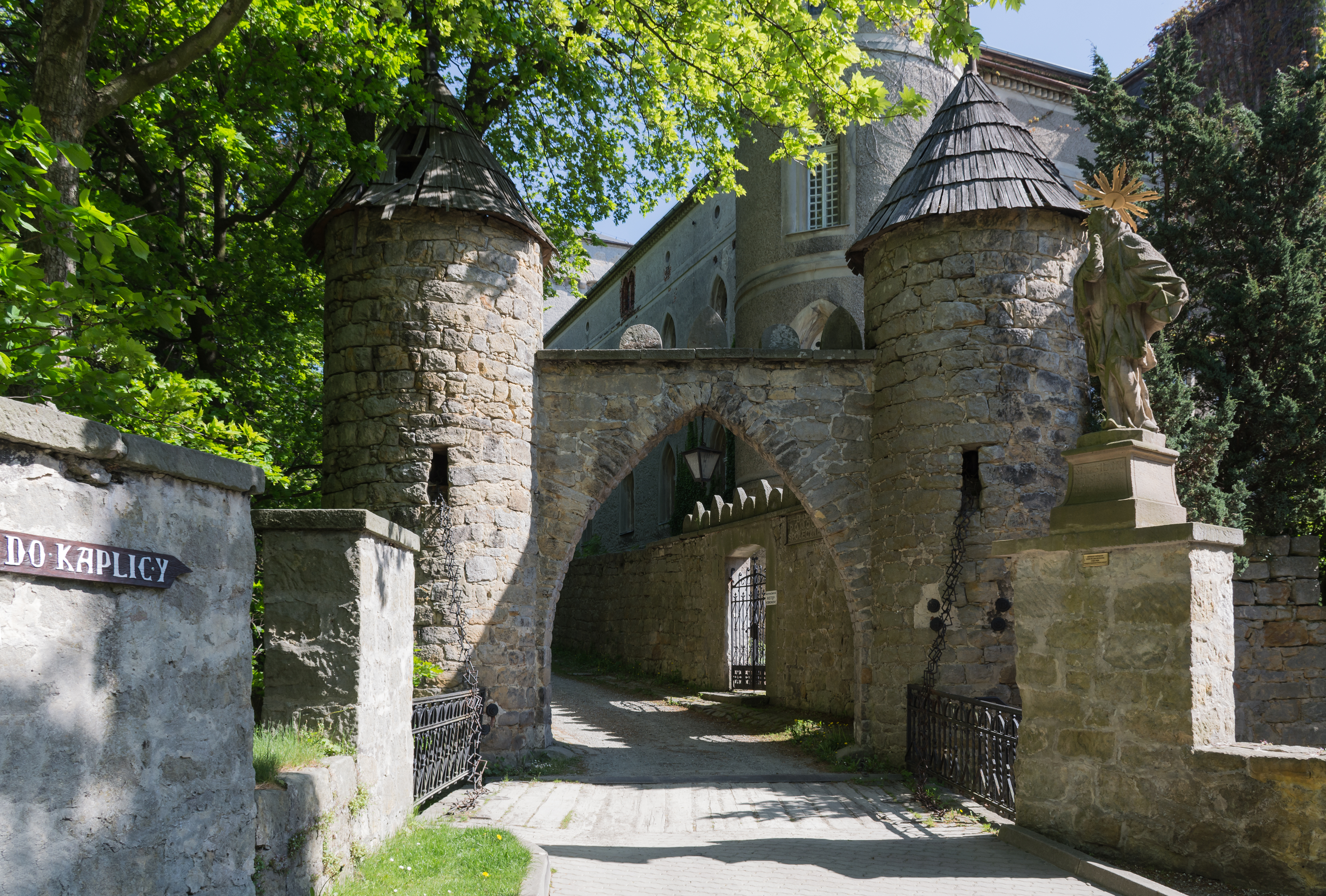
Въездные ворота в замок
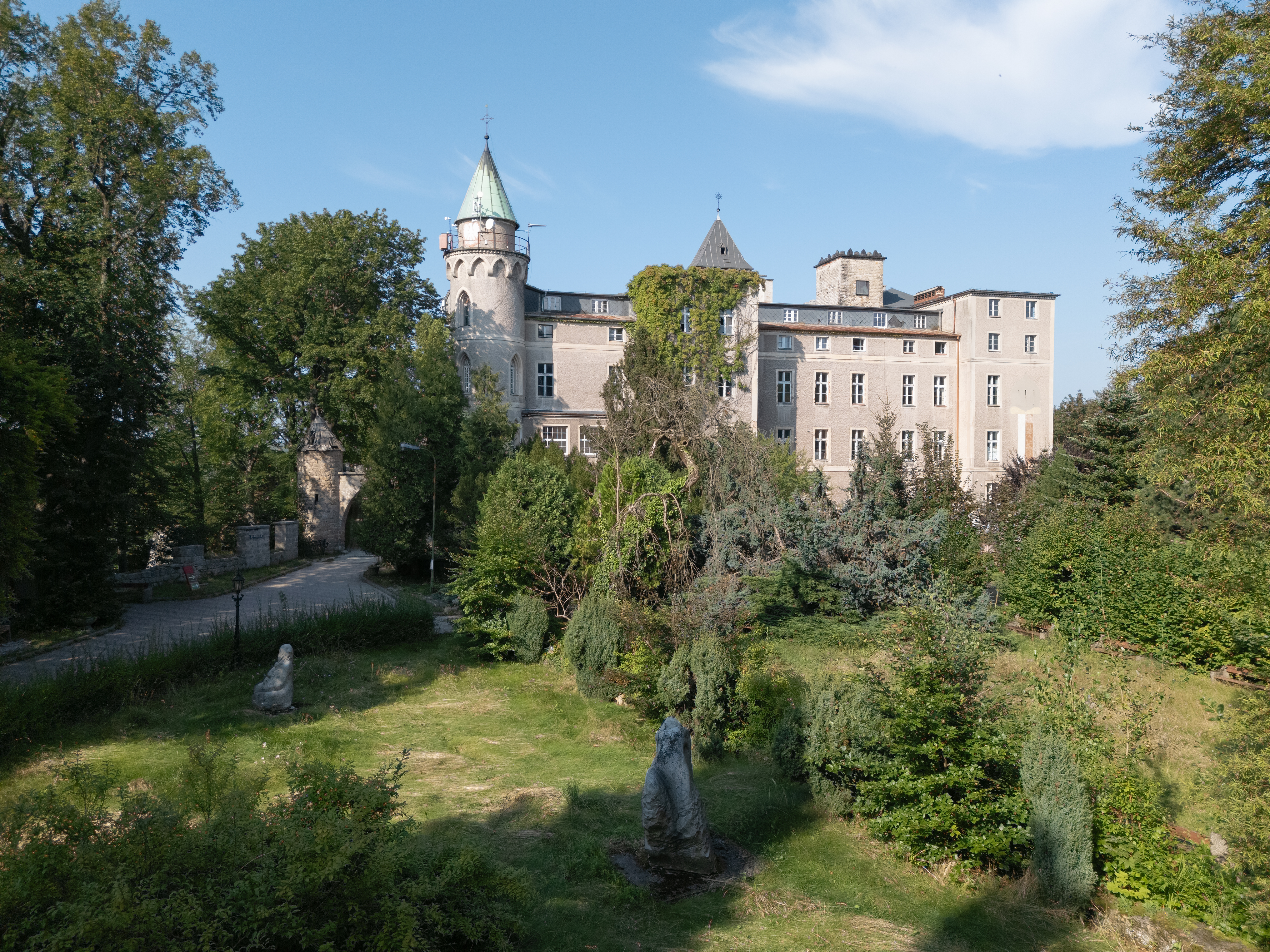
Парк возле замка
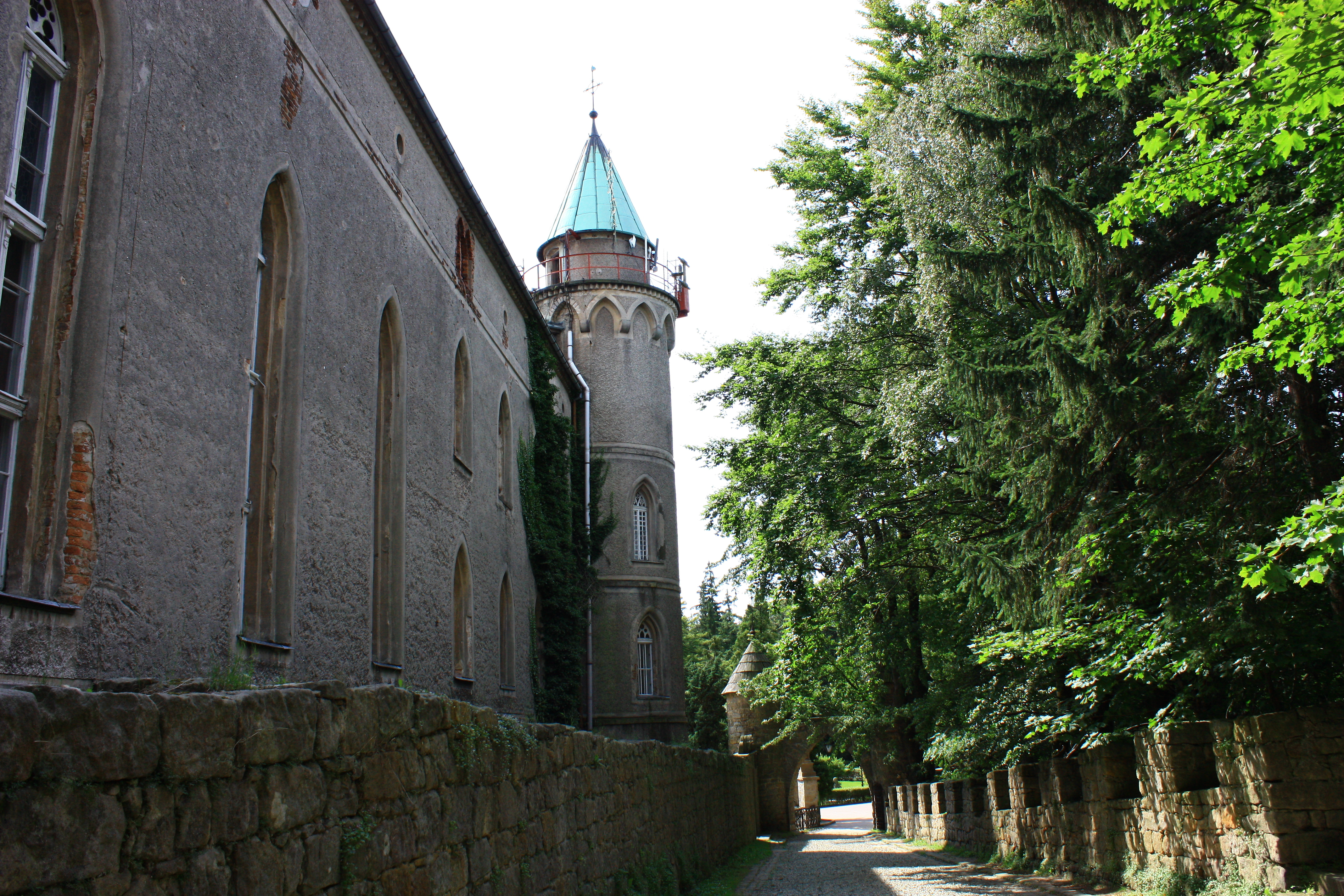
Башня замка и часовня